# Andrei Makeyev
Andrey Gennadyevich Makeyev (cirílico: Андрей Геннадьевич Макеев) (Petrozavodsk, 3 de fevereiro de 1952 – 13 de setembro de 2021) foi um basquetebolista russo que integrou a Seleção Soviética que conquistou a medalha de bronze nos XXI Jogos Olímpicos de Verão realizados em Montreal em 1976.
Atuou pelo Spartak Leningrado, com o qual conquistou o campeonato nacional em 1975 e a Copa da URSS em 1978.

## Morte
Makeyev morreu em 13 de setembro de 2021.